# Filmåret 1943

## Årets filmer

### A - G
- Aktören
- Anna Lans
- Brödernas kvinna
- Elvira Madigan
- En melodi om våren

### H - N
- Han som gjorde't
- I brist på bevis
- I mörkaste Småland
- Ivan den förskräcklige I
- Kajan går till sjöss
- Kvinnor i fångenskap
- L'Inévitable Monsieur Dubois
- Livet på landet
- Mitt majestät kung Ludde
- Natt i hamn

### O - U
- Ombyte av tåg
- Professor Poppes prilliga prillerier
- Skuggan av ett tvivel
- Soldatflamman
- Som fallen från skyarna
- Sonja
- Svart extas
- Sången om Bernadette
- Tjuserskan från Panama
- Tåg 56
- Under eviga stjärnor

### V - Ö
- Vi i vilda västern
- Vi mötte stormen
- Vi på Broadway
- Victory Through Air Power
- Vredens dag[1]

## Födda
- 9 januari – Eva Persson, svensk skådespelare och dramapedagog.
- 13 januari – Anita Ekström, svensk skådespelare.
- 16 januari – Mona Seilitz, svensk skådespelare.
- 25 januari – Tobe Hooper, amerikansk filmregissör för skräckfilmer.
- 5 februari – Michael Mann, amerikansk filmregissör, producent och manusförfattare.
- 9 februari – Joe Pesci, amerikansk skådespelare.
- 14 februari – Aaron Russo, amerikansk filmproducent och politisk aktivist.
- 20 februari – Mike Leigh, brittisk regissör och författare av teaterpjäser, TV-pjäser och filmer.
- 4 mars – Berit Carlberg, svensk sångerska, skådespelare, regissör och revyprimadonna.
- 6 mars – Eva Bysing, svensk skådespelare, underhållare.
- 9 mars – Peter Luckhaus, svensk skådespelare, dramaturg och teaterregissör.
- 13 mars – Christopher Walken, amerikansk skådespelare.
- 17 mars – Said Oveissi, svensk skådespelare, manusförfattare och regissör.
- 20 mars – Kim Anderzon, svensk skådespelare.
- 25 mars – Martin Berggren, svensk skådespelare och teaterregissör.
- 28 mars – Conchata Ferrell, amerikansk skådespelare.
- 29 mars – Eric Idle, brittisk komiker och skådespelare, medlem av Monty Python.
- 7 april – Evabritt Strandberg, svensk skådespelare och sångerska.
- 8 april – Bengt Alsterlind, svensk skådespelare och programledare i TV.
- 18 april – Leif Nymark, svensk skådespelare.
- 5 maj
  - Nils Moritz, svensk skådespelare.
  - Michael Palin, brittisk skådespelare, medlem i Monty Python.
- 8 maj – Tomas von Brömssen, svensk skådespelare.
- 17 maj – Anna Sundqvist, svensk skådespelare.
- 22 maj – Ann-Christine Gry, svensk konstnär, skådespelare och rekvisitör.
- 4 juni – Ann-Charlotte Björling, svensk skådespelare och operettsångare.
- 10 juni – Leif Ahrle, svensk skådespelare och konstnär.
- 15 juni – Johnny Hallyday, fransk rockmusiker.
- 3 juli – Kurtwood Smith, amerikansk skådespelare.
- 7 juli
  - Jim Steffe, svensk skådespelare.
  - Björn Strand, svensk skådespelare.
- 7 augusti – Alain Corneau, fransk regissör.
- 15 augusti – Pierre Lindstedt svensk skådespelare.
- 17 augusti – Robert De Niro, amerikansk skådespelare, filmproducent och filmregissör.
- 27 augusti – Tuesday Weld, amerikansk skådespelare.
- 7 september – Gunilla Norling, svensk skådespelare.
- 27 september – Jeja Sundström, svensk trubadur och skådespelare.
- 6 oktober – Michael Durrell, amerikansk skådespelare.
- 7 oktober – Rolf Börjlind, svensk skådespelare, regissör och manusförfattare.
- 8 oktober – Chevy Chase, amerikansk skådespelare och komiker.
- 18 oktober – Giorgos Armenis, grekisk skådespelare.
- 22 oktober – Catherine Deneuve, fransk skådespelare.
- 9 november – Svante Grundberg, svensk skådespelare, författare, regissör och ståupp-komiker.
- 28 november – Randy Newman, amerikansk sångare, (filmmusik)kompositör och musiker.
- 20 december – Björn Wallde, svensk skådespelare och ståupp-komiker.
- 21 december
  - Lena Bergman, svensk skådespelare.
  - Jack Nance, amerikansk skådespelare.
- 23 december
  - Jörgen Lantz, svensk skådespelare.
  - Harry Shearer, amerikansk skådespelare och komiker.
- 25 december – Hanna Schygulla, tysk skådespelare.
- 31 december – Ben Kingsley, brittisk skådespelare.

## Avlidna
- 19 januari – Arthur Natorp, 52, svensk regissör och skådespelare.
- 15 mars – Betty Nansen, 69, dansk skådespelare och teaterledare.
- 21 juni – Oscar Johanson, 78, svensk skådespelare och operasångare.
- 11 juli – Nils Lundell, 53, svensk skådespelare.
- 8 oktober – Effie Ellsler, 88, amerikansk skådespelare.
- 6 november – Olga Andersson, 67, svensk skådespelare.
- 1 december – Frida Winnerstrand, 62, svensk skådespelare.
- 3 december – Augusta Lindberg, 77, svensk skådespelare.
- 29 december – Hildur Malmberg, 69, svensk skådespelare.
- 30 december – Hobart Bosworth, 76, amerikansk skådespelare, regissör och filmproducent.

### Fotnoter
1. ↑  IMDB, läst 29 februari 2012